# Ulla Strand
Ulla Strand (* 21. März 1943; † 7. August 2007, geborene Ulla Rasmussen) war eine dänische Badmintonspielerin. Karin Jørgensen war ihre Schwester.

## Karriere
Ulla Strand gewann 1974 Bronze bei der Europameisterschaft im Damendoppel, eine Medaille, auf die sie lange warten musste. Mehr als zehn Jahre zuvor heimste sie schon Titel bei allen größeren internationalen Titelkämpfen ein und gewann auch die prestigeträchtigen All England mehrfach. Ulla Strand ist die dänische Badmintonspielerin mit den meisten Turniergewinnen.

## Sportliche Erfolge
| Saison    | Veranstaltung                                    | Disziplin   | Platz | Name                                                        |
| --------- | ------------------------------------------------ | ----------- | ----- | ----------------------------------------------------------- |
| 1959/1960 | Dänemark: Einzelmeisterschaften der Junioren U18 | Dameneinzel | 1     | Ulla Rasmussen, KBK                                         |
| 1960/1961 | Dänemark: Einzelmeisterschaften der Junioren U18 | Dameneinzel | 1     | Ulla Rasmussen, Københavns BK                               |
| 1961/1962 | DDR: Internationales Federballturnier in Tröbitz | Damendoppel | 1     | Kirsten Dahl / Ulla Rasmussen                               |
| 1961/1962 | Dänemark: Einzelmeisterschaften                  | Damendoppel | 1     | Karin Jørgensen / Ulla Rasmussen, Københavns BK             |
| 1961/1962 | DDR: Internationales Federballturnier in Tröbitz | Dameneinzel | 2     | Ulla Rasmussen                                              |
| 1962      | Dutch Open                                       | Damendoppel | 1     | Bente Flindt / Ulla Rasmussen                               |
| 1962      | Nordische Meisterschaften                        | Damendoppel | 1     | Karin Jørgensen / Ulla Rasmussen                            |
| 1962      | Swedish Open                                     | Dameneinzel | 1     | Ulla Rasmussen                                              |
| 1962      | All England                                      | Damendoppel | 2     | Karin Jørgensen / Ulla Rasmussen                            |
| 1962      | All England                                      | Mixed       | 1     | Finn Kobberø / Ulla Rasmussen                               |
| 1962      | Dutch Open                                       | Mixed       | 1     | Oon Chong Teik / Ulla Rasmussen                             |
| 1962      | Nordische Meisterschaften                        | Mixed       | 1     | Poul-Erik Nielsen / Ulla Rasmussen                          |
| 1962/1963 | Dänemark: Einzelmeisterschaften                  | Damendoppel | 1     | Karin Jørgensen / Ulla Rasmussen, Københavns BK             |
| 1962/1963 | Dänemark: Einzelmeisterschaften                  | Dameneinzel | 1     | Ulla Rasmussen, Københavns BK                               |
| 1962/1963 | Deutschland: Internationale Meisterschaften      | Dameneinzel | 2     | Ulla Rasmussen                                              |
| 1963      | All England                                      | Damendoppel | 2     | Karin Jørgensen / Ulla Rasmussen                            |
| 1963      | German Open                                      | Damendoppel | 1     | Karin Jørgensen / Ulla Rasmussen                            |
| 1963      | Nordische Meisterschaften                        | Damendoppel | 1     | Karin Jørgensen / Ulla Rasmussen                            |
| 1963      | Swedish Open                                     | Mixed       | 1     | Poul-Erik Nielsen / Ulla Rasmussen                          |
| 1963      | Nordische Meisterschaften                        | Dameneinzel | 1     | Ulla Rasmussen                                              |
| 1963      | Swedish Open                                     | Damendoppel | 1     | Karin Jørgensen / Ulla Rasmussen                            |
| 1963      | All England                                      | Mixed       | 1     | Finn Kobberø / Ulla Rasmussen                               |
| 1963      | Nordische Meisterschaften                        | Mixed       | 1     | Henning Borch / Ulla Rasmussen                              |
| 1963/1964 | Dänemark: Einzelmeisterschaften                  | Damendoppel | 1     | Karin Jørgensen / Ulla Rasmussen, Københavns BK             |
| 1963/1964 | Dänemark: Einzelmeisterschaften                  | Mixed       | 1     | Finn Kobberø / Ulla Rasmussen, Københavns BK                |
| 1964      | All England                                      | Damendoppel | 1     | Karin Jørgensen / Ulla Rasmussen                            |
| 1964      | Nordische Meisterschaften                        | Dameneinzel | 1     | Ulla Rasmussen                                              |
| 1964      | All England                                      | Mixed       | 2     | Finn Kobberø / Ulla Strand                                  |
| 1964      | Nordische Meisterschaften                        | Mixed       | 1     | Finn Koberrø / Ulla Rasmussen                               |
| 1964/1965 | Dänemark: Einzelmeisterschaften                  | Damendoppel | 1     | Karin Jørgensen / Ulla Rasmussen, Københavns BK             |
| 1964/1965 | Dänemark: Einzelmeisterschaften                  | Mixed       | 1     | Finn Kobberø / Ulla Rasmussen, Københavns BK                |
| 1964/1965 | Dänemark: Einzelmeisterschaften                  | Dameneinzel | 1     | Ulla Rasmussen, Københavns BK                               |
| 1965      | All England                                      | Damendoppel | 1     | Karin Jørgensen / Ulla Rasmussen                            |
| 1965      | All England                                      | Dameneinzel | 2     | Ulla Strand                                                 |
| 1965      | Nordische Meisterschaften                        | Dameneinzel | 1     | Ulla Strand                                                 |
| 1965      | All England                                      | Mixed       | 1     | Finn Kobberø / Ulla Strand                                  |
| 1965      | Nordische Meisterschaften                        | Damendoppel | 1     | Karin Jørgensen / Ulla Strand                               |
| 1965      | Nordische Meisterschaften                        | Mixed       | 1     | Erland Kops / Ulla Strand                                   |
| 1965      | Denmark Open                                     | Damendoppel | 1     | Karin Jørgensen / Ulla Strand                               |
| 1965      | Swedish Open                                     | Mixed       | 1     | Henning Borch / Ulla Rasmussen                              |
| 1965      | Denmark Open                                     | Mixed       | 1     | Finn Kobberø / Ulla Strand                                  |
| 1965      | Swedish Open                                     | Damendoppel | 1     | Karin Jørgensen / Ulla Rasmussen                            |
| 1965/1966 | Dänemark: Einzelmeisterschaften                  | Mixed       | 1     | Finn Kobberø / Ulla Strand, Københavns BK                   |
| 1965/1966 | Dänemark: Einzelmeisterschaften                  | Damendoppel | 1     | Karin Jørgensen / Ulla Strand, Københavns BK                |
| 1966      | All England                                      | Mixed       | 1     | Finn Kobberø / Ulla Strand                                  |
| 1966      | Canadian Open                                    | Mixed       | 1     | Ng Boon Bee / Ulla Strand                                   |
| 1966      | Nordische Meisterschaften                        | Mixed       | 1     | Per Walsøe / Ulla Strand                                    |
| 1966      | Denmark Open                                     | Mixed       | 1     | Svend Pri / Ulla Strand                                     |
| 1966      | German Open                                      | Mixed       | 1     | Morten Pommergaard / Ulla Strand                            |
| 1966      | Nordische Meisterschaften                        | Dameneinzel | 1     | Ulla Strand                                                 |
| 1966      | Nordische Meisterschaften                        | Damendoppel | 1     | Karin Jørgensen / Ulla Strand                               |
| 1966      | All England                                      | Damendoppel | 2     | Karin Jørgensen / Ulla Strand                               |
| 1966/1967 | Dänemark: Einzelmeisterschaften                  | Damendoppel | 1     | Marianne Svensson / Ulla Strand, Københavns BK              |
| 1967      | Nordische Meisterschaften                        | Mixed       | 1     | Erland Kops / Ulla Strand                                   |
| 1967      | Dutch Open                                       | Damendoppel | 1     | Imre Rietveld / Ulla Strand                                 |
| 1967      | Swedish Open                                     | Dameneinzel | 1     | Ulla Strand                                                 |
| 1967      | Norwegian International                          | Dameneinzel | 1     | Ulla Strand                                                 |
| 1967      | Nordische Meisterschaften                        | Damendoppel | 1     | Lizbeth von Barnekow / Ulla Strand                          |
| 1967      | All England                                      | Damendoppel | 1     | Imre Rietveld / Ulla Strand                                 |
| 1967      | Swedish Open                                     | Damendoppel | 1     | Lonny Funch / Ulla Strand                                   |
| 1967      | Norwegian International                          | Damendoppel | 1     | Lizbeth von Barnekow / Ulla Strand                          |
| 1967      | All England                                      | Mixed       | 1     | Svend Pri / Ulla Strand                                     |
| 1967      | German Open                                      | Mixed       | 1     | Per Walsøe / Ulla Strand                                    |
| 1967/1968 | Dänemark: Einzelmeisterschaften                  | Mixed       | 1     | Svend Pri, Amager BC / Ulla Strand, Københavns BK           |
| 1967/1968 | Dänemark: Einzelmeisterschaften                  | Dameneinzel | 1     | Ulla Strand, København, BK                                  |
| 1968      | Swedish Open                                     | Mixed       | 1     | Svend Pri / Ulla Strand                                     |
| 1968      | Swedish Open                                     | Damendoppel | 1     | Lonny Funch / Ulla Strand                                   |
| 1969      | Denmark Open                                     | Mixed       | 1     | Klaus Kaagaard / Ulla Strand                                |
| 1969/1970 | Dänemark: Einzelmeisterschaften                  | Damendoppel | 1     | Karin Jørgensen / Ulla Strand, Københavns BK                |
| 1970      | Nordische Meisterschaften                        | Mixed       | 1     | Svend Pri / Ulla Strand                                     |
| 1970      | Denmark Open                                     | Mixed       | 1     | Svend Pri / Ulla Strand                                     |
| 1970      | Norwegian International                          | Mixed       | 1     | Svend Pri / Ulla Strand                                     |
| 1970/1971 | Dänemark: Einzelmeisterschaften                  | Mixed       | 1     | Svend Pri, Amager BC / Ulla Strand, Københavns BK           |
| 1970/1971 | Dänemark: Einzelmeisterschaften                  | Damendoppel | 1     | Karin Jørgensen / Ulla Strand, Københavns BK                |
| 1971      | All England                                      | Mixed       | 1     | Svend Pri / Ulla Strand                                     |
| 1971/1972 | Dänemark: Einzelmeisterschaften                  | Mixed       | 1     | Svend Pri, Amager BC / Ulla Strand, Københavns BK           |
| 1972      | Nordische Meisterschaften                        | Mixed       | 1     | Elo Hansen / Ulla Strand                                    |
| 1972      | All England                                      | Mixed       | 1     | Svend Pri / Ulla Strand                                     |
| 1972      | Denmark Open                                     | Mixed       | 1     | Elo Hansen / Ulla Strand                                    |
| 1972/1973 | Dänemark: Einzelmeisterschaften                  | Mixed       | 1     | Svend Pri, Amager BC / Ulla Strand, Københavns BK           |
| 1972/1973 | Dänemark: Einzelmeisterschaften                  | Damendoppel | 1     | Ulla Strand, Københavns BK / Lene Køppen, Valby BC          |
| 1973      | All England                                      | Damendoppel | 3     | Ulla Strand / Pernille Kaagard                              |
| 1973      | Nordische Meisterschaften                        | Damendoppel | 1     | Pernille Kaagaard / Ulla Strand                             |
| 1973      | Nordische Meisterschaften                        | Mixed       | 1     | Elo Hansen / Ulla Strand                                    |
| 1973      | All England                                      | Mixed       | 3     | Svend Pri / Ulla Strand                                     |
| 1973      | Denmark Open                                     | Mixed       | 1     | Elo Hansen / Ulla Strand                                    |
| 1973/1974 | Dänemark: Einzelmeisterschaften                  | Mixed       | 1     | Elo Hansen / Ulla Strand, Københavns BK                     |
| 1973/1974 | Dänemark: Einzelmeisterschaften                  | Damendoppel | 1     | Pernille Kaagaard, Gentofte BK / Ulla Strand, Københavns BK |
| 1974      | All England                                      | Damendoppel | 3     | Ulla Strand / Pernille Kaagard                              |
| 1974      | Europameisterschaft                              | Damendoppel | 3     | Pernille Kagaard / Ulla Strand                              |
| 1992/1993 | Dänemark: Seniorenmeisterschaften 45+            | Damendoppel | 1     | Ulla Strand / Kirsten Jørgensen, Gladsaxe                   |
| 1992/1993 | Dänemark: Seniorenmeisterschaften 45+            | Mixed       | 1     | Ole Holm / Ulla Strand, Gladsaxe                            |
| 1995      | Senioren-Europameisterschaft 50+                 | Damendoppel | 1     | Ulla Strand / Kirsten Jørgensen                             |
| 1995      | Senioren-Europameisterschaft 50+                 | Mixed       | 1     | Leif V. Hansen / Ulla Strand                                |